# Ena žlahtna štorija
Ena žlahtna štorija (hrv. naslov: Priča o lozi) je slovenska televizijska nanizanka, za katero so scenarij napisali Vojko Anzeljc, Tomaž Grubar in Sašo Kolarič. Serija se je predvajala od 11. marca 2015 dalje na Planet TV, v produkciji skupine Mangart. Od 3. aprila 2017 dalje, se je serija pod naslovom "Priča o lozi" (Zgodba o trti), predvajala tudi na hrvaški komercialki RTL Televizija, a so jo po petih delih že ukinili.

## Zgodba
Zgodba se dogaja na Goriškem, na posestvu, vrednem več milijonov evrov, ki je turistični objekt tudi izven serije. Špacapani so lastniki tega posestva že od leta 1715. Trenutni lastnik posestva je Berto Špacapan, čigar žena Tonka je preminila v nesreči. Po njeni smrti se štiri hčere - Anica, Maja, Eli in Zala - spet vrnejo na posestvo s svojimi izbranci - to so Smiljan, Žan, Ibro in Mario.
Tonka je pred smrtjo napisala oporoko, da lahko posestvo deduje le prva hči, ki se cerkveno poroči, njen ženin pa mora prevzeti njen priimek; sicer bo posestvo po Bertovi smrti prejela pol cerkev in pol vas. Vse štiri se poženejo v lov za posestvo, najbolj zagreta pa je Bertova najstarejša hči Anica. Anica se zaplete s kriminalcem in se z njim v Vietnamu poroči. Ibro se zaplete s Tatjano in ima z njo trojčke. S Tatjano naj bi se v tretji sezoni poročil, ampak Maja, Žan in Eli prihitijo na pomoč ter z Ibrom in Tatjano pobegnejo nazaj na Gredič.
Zala se razide z Mariem (ki ga zaradi razlitja Bertovega vina odvedejo v zapor) ter se začne spogledovati z Guštom in Tonijem. Toni Guštu podtakne prostitutko Leno. Tifa ugrabi Zalo, ker želi, da Lena pride nazaj. Ko jo Lena, Gušto in Toni rešijo, z uspavalnimi tabletami omamijo Tifa, a jim ta pobegne. Kasneje ga Zala v obrambi mahne s ponvijo, tako da se nezavesten zgrudi. Mislijo, da je mrtev, a jim kasneje spet pobegne.

## Zasedba

### Igralci
| Igralec/-ka              | Vloga                            | Opis                                                     | Sezona    |
| ------------------------ | -------------------------------- | -------------------------------------------------------- | --------- |
| Janez Starina            | Berto Špacapan                   | oče, mož, gospodar posestva                              | 1–6       |
| Vesna Pernarčič          | Anica Špacapan Žunko/Anita Peron | Bertova najstarejša hči/umetnica iz Argentine            | 1–6       |
| Medea Novak              | Maja Špacapan                    | Bertova tretja hči                                       | 1–6       |
| Matjaž Javšnik           | Smiljan Žunko                    | Aničin zaročenec, nekdanji policist                      | 1–6       |
| Stane Tomazin            | Žan Weisseisen                   | Majin mož                                                | 1–6       |
| Milan Vodopivec          | Bonifacij Svete                  | nekdanji vaški župnik, sedaj poštar                      | 1–6       |
| Maja Blagovič            | Marija Rebula/Svete              | gospodinja pri Špacapanu                                 | 1–6       |
| Primož Forte             | Avguštin 'Gušto' Rebula          | Marijin in Bonifacijev sin                               | 1–6       |
| Franko Korošec           | Marko Oštir                      | gostilničar                                              | 1–6       |
| Jože Jug                 | Kaštrun                          | občasna stranka v oštariji Glaž                          | 1–6       |
| Jan Pance                | Anze                             | otrok                                                    | 1–3       |
|                          | Franc                            | občasna stranka v oštariji Glaž                          | 1–6       |
| Kristijan Guček          | Anton 'Toni' Oštir               | Markov in Zoričin sin                                    | 1–3, 5    |
| Vesna Jevnikar           | Adelina Benelli                  | Bertova zaročenka                                        | 2–6       |
| Mia Skrbinac             | Lena                             | Guštovo dekle in prostitutka                             | 2, 3, 5   |
| Peter Teichmeister       | brat Peter                       | pater                                                    | 2, 5, 6   |
| Vladimir Jurc            | Ludvik Weisseisen                | Žanov oče                                                | 3–6       |
| Robert Korošec           | Sergej Florjančič                | popotnik, policist pod krinko                            | 4–6       |
| Primož Vrhovec           | prefekt Rafael Kaligaris         | posebni preiskovalec iz Vatikana                         | 5, 6      |
| Valentina Plaskan        | Gabrijela 'Gabi'                 | bivša punca od Sergeja                                   | 5, 6      |
| Marko Ujc                | Viktor 'Viki'                    | Sergejev pomočnik                                        | 5, 6      |
| Jože Hrovat              | Edvard 'Edo' Maček               | Šef policije in Ludvikov prijatelj                       | 5, 6      |
| Lea Mihevc               | Laura Kreft                      | fotografinja, ki išče očeta                              | 6         |
| Gorka Berden             | Nelida                           | kustosinja in agentka                                    | 6         |
| Tanja Dimitrievska       | Cvetka Kreft                     | Laurina mama                                             | 6         |
| Nejc Cijan Garlatti      | Matic Bohte                      | direktor vinoteke Štorija v Ljubljani                    | 6         |
| Rok Vihar                | Jan                              | šef od Anite Peron (Anice) iz Vipolž                     | 6         |
| Karin Komljanec          | Zorica Oštir                     | namesto Alenke Kozolc- Markova žena                      | 6         |
| Gaja Filač               | Živa Kocjančič                   | pomočnica vinoteke Štorija v Ljubljani                   | 6         |
| Urška Hlebec             | Lučka                            | Cvetkina prijateljica                                    | 6         |
| Nejc Simšič              | Bernard Slamič                   | gejevska stranka v Ljubljanski vinoteki Štorija          | 6         |
| Marjan Radanovič         | brat Gregor                      | nasilni frančiškan, ugrabitelj Gušta, ki išče sliko      | 6         |
|                          | Mojca                            | preprosta stranka v trgovini                             | 6         |
| Dario Nozič Serini       | Omar Hadziomerović               | delavec, Živin prijatelj                                 | 6         |
| Klara Kuk                | mlada Cvetka                     | ko je bila še mlada in v brigadah                        | 6         |
| Jasmina Bejtovič         | mlada Lučka                      | ko je bila še mlada in v brigadah                        | 6         |
| Klavdija Žele            | mlada Klara                      | mlada sestra Tereza v civilu v delovnih brigadah         | 6         |
| Matevž Biber             | mladi Berto                      | ko je bil še mlad in v brigadah                          | 6         |
| Dominik Vodopivec        | mladi Bonifacij                  | ko je bil še mlad in v brigadah                          | 6         |
| Žan Papič                | mladi Marko                      | ko je bil še mlad in v brigadah                          | 6         |
| Dario Varga              | brat Severin                     | nasilni frančiškan, ugrabitelj Gušta, ki išče sliko      | 6         |
| Uroš Maček               | Dr. Boris Novak                  | zdravnik sestre Tereze in škofa Alojzija                 | 6         |
| Nekdanji liki in igralci |                                  |                                                          |           |
| Ranko Babič              | Ibro Begić                       | Elin zaročenec, častni doktor arheologije, bivši taksist | 1–5       |
| Ana Dolinar              | dr. Elizabeta 'Eli' Špacapan     | Bertova druga hči                                        | 1–5       |
| Ajda Smrekar             | Zala Špacapan                    | Bertova najmlajša hči                                    | 1–5       |
| Alenka Kozolc            | Zorica Oštir                     | Markova žena                                             | 1–5       |
| Vojko Belšak             | Mario Fakini                     | Zalin menedžer                                           | 1, 2, 5   |
| Maja Martina Merljak     | Irena                            | prodajalka v vaški trgovini                              | 1, 5      |
| Violeta Tomić            | Selma Begić                      | Ibrova mama                                              | 1–3       |
| Matjaž Višnar            | prof. dr. Hubert Balantič        | profesor, nekdanji Elin ljubimec                         | 1, 2      |
| Saša Klančnik            | Franc                            | štajerski vinar, Miričin mož                             | 1         |
| Nevenka Peclin           | Antonija 'Tonka' Špacapan        | Bertova pokojna žena                                     | 1         |
| Gabrijela Zamar          | Francka                          | vaščanka                                                 | 2–5       |
| Peter Musevski           | Milan                            | Klošar iz Ljubljane zaljubljen v Marijo                  | 2, 3      |
| Andrej Murenc            | Žare Šajn Lepdamer               | Aničin mož, mednarodni kriminalec                        | 2, 3      |
| Taiji Tokuhisa           | Fu                               | podpredsednik Vietnama                                   | 2, 3      |
| Damir Leventić           | Jajo/Tifa                        | Lenin zvodnik                                            | 2, 3      |
| Lucija Grm               | Selma                            | Čistilka                                                 | 2, 3      |
| Zijah Sokolović          | Kemo                             | Tatjanin oče                                             | 2         |
| Uroš Albert              |                                  | lastnik diskoteke                                        | 2         |
| Srečko Kermavner         | prof. dr. Ervin Strah            | Dekan                                                    | 3, 4      |
| Domen Valič              |                                  | sin Adelininega pokojnega moža                           | 3         |
| Nenad Tokalić            |                                  | policist                                                 | 1         |
| Urška Vučak Markež       | Mirica                           | Kraljica smeti † (umre)                                  | 1, 3–5    |
| Tina Gorenjak            | Miša                             | zapeljiva bankirka                                       | 4         |
| Aleksandra Balmazović    | prof. dr. Tatjana Selimović      | arheologinja                                             | 2–5       |
| Jože Vunšek              | Alojzij Zorman                   | škof † (umre zaradi zastoja srca)                        | 1–3, 5, 6 |
| Lučka Počkaj             | redovnica Tereza-Klara           | sestra od škofa Alojzija † (umre zaradi zastoja srca)    | 6         |
| Jure Ivanušič            | Samo Zelnik                      | inšpektor, nekdanji Smiljanov sodelavec                  | 2–5       |
| Kondi Pižorn             | Milan                            | navidezni invalid                                        | 5         |
| Boris Kobal              | Ivan                             | navidezni invalid                                        | 5         |
| Anže Zevnik              | Bruno                            | voznik, Majin trener                                     | 5         |
| Nives Mikulin            | Nada                             | medicinska sestra                                        | 5         |
| Katarina Batagelj        |                                  | zdravnica                                                | 5         |
|                          |                                  |                                                          |           |
| Anton Rožič              | papež Frančišek                  | papež                                                    | 5         |

### Ustvarjalci
- avtorji serije - Vojko Anzeljc, Tomaž Grubar in Sašo Kolarič
- režiserji - Aleš Žemlja, Boris Petkovič, Jaka Šuligoj, Boris Bezić in Marko Cafnik
- direktor fotografije - Miha Tozon in Janez Stucin
- izvršni producent - Tomaž Lephamer
- glasba, špica - Matjaž Vlašič

## Predvajanje serije
Serija je na Planet TV na sporedu od 11. marca 2015 dalje. Takoj po koncu druge sezone je bila na sporedu posebna oddaja o zakulisju z naslovom »Ena žlahtna štorija in vse njene skrivnosti«. Od 22. februarja do 24. maja 2016 je bila predvajana tretja sezona. Zaključila se je s posebnim dogodkom "Eno žlahtno doživetje" na lokacijah snemanja, kjer so takrat napovedali domnevno zadnja četrto sezono, ki se je začela predvajati 26. septembra 2016. A so posneli še peto sezono, ki se je predvajala od 20. februarja do 1. junija 2017. Čeprav je bilo po končani peti sezoni že skorajda dokončno da se serija za zmeraj poslavlja, so 2. junija 2017 v posebni pogovorni oddaji »Življenje med in po štoriji« z Ulo Furlan, razkrili da bodo posneli še šesto sezono, ki na male ekrane prihaja v jeseni 2017.
Serijo je odkupila tudi hrvaška televizija RTL, ki pa je pod imenom Prića o lozi predvajala zgolj pet delov serije.

### Planet TV
| Sezona | Sezona | Epizode | Začetek                                                                                               | Konec                                                                                                 |
| ------ | ------ | ------- | --- | --- |
|        | 1      | 45      | 11. marec 2015                                                                                        | 19. junij 2015                                                                                        |
|        | 2      | 60      | 31. avgust 2015                                                                                       | 23. december 2015                                                                                     |
|        | 2      | 1       | 24. december 2015 posebna oddaja iz zakulisja snemanja: »Ena žlahtna štorija in vse njene skrivnosti« | 24. december 2015 posebna oddaja iz zakulisja snemanja: »Ena žlahtna štorija in vse njene skrivnosti« |
|        | 3      | 60      | 22. februar 2016                                                                                      | 24. maj 2016                                                                                          |
|        | 4      | 60      | 26. september 2016                                                                                    | 16.december 2016                                                                                      |
|        | 5      | 66      | 20. februar 2017                                                                                      | 1. junij 2017                                                                                         |
|        | 5      | 1       | 2. junij 2017 posebna pogovorna oddaja z Ulo Furlan: »Življenje med in po štoriji«                    | 2. junij 2017 posebna pogovorna oddaja z Ulo Furlan: »Življenje med in po štoriji«                    |
|        | 6      | 72      | 3. september 2017                                                                                     | 15. december 2017                                                                                     |

### RTL Televizija
| Sezona | Sezona | Epizode | Začetek       | Konec         |
| ------ | ------ | ------- | ------------- | ------------- |
|        | 1      | 5       | 3. april 2017 | 8. april 2017 |

## Lokacije snemanja
Zunanje prizore serije snemajo v Goriških brdih: v vasi Biljana, v okolici in notranjosti Grediča (Ceglo pri Dobrovem), v Kozani in v nekaterih briških kleteh, medtem ko glavnino notranjih prizorov posnamejo v posebej za to priložnost urejenem studiu v ljubljanskem središču BTC, ki je s 1.400 m2 največji v Sloveniji. Zaradi popularnosti nanizanke so na voljo tudi izleti "Po poteh ene žlahtne štorije", pojavili pa so se tudi komercialni izdelki (marmelada, vino, koledar) in knjige s tem imenom. Producentu je nanizanko v izvirni obliki uspelo prodati tudi v tujino.

## Nagrade
| Leto | Kategorija                                                         | Izglasovali                    | Rezultat    |
| ---- | ------------------------------------------------------------------ | ------------------------------ | ----------- |
| 2017 | za zaupanja najbolj vredno blagovno znamko: slovenska nadaljevanka | Reader's Digest: Trusted Brand | Osvojil/a   |
| 2017 | strokovni viktor za najboljšo igrano TV-oddajo ali TV-film         | akademija Viktor               | Osvojil/a   |
| 2017 | Golden Umbrella/Zlata marela za najboljšo evropsko serijo          | Festival MediaMixx             | nominiran/a |